# 堅田就政
堅田 就政（かただ なりまさ）は、江戸時代初期の武士。毛利氏家臣で長州藩士。家格は寄組筆頭。湯野領主堅田家の第2代当主。

## 生涯
慶長19年（1614年）、堅田元慶の嫡男として江戸で生まれる。
父が病床についた元和6年（1620年）にわずか7歳で元服。元和8年（1622年）に父が死去すると、翌年の元和9年（1623年）1月19日に父・元慶の知行と家督を相続し、証人（人質）としての生活を終えて周防国へ帰国する。
寛永2年（1625年）8月13日、就政が幼少であることを理由として、6500石余の知行の内の約2000石が毛利秀就の預りとなり、周防国都濃郡の湯野村、戸田村、莇地村、長門国大津郡日置村の合計4500石に減転封となった。
慶安4年（1651年）に毛利秀就が死去し、嫡男の毛利綱広が跡を継ぐと、長州藩の財政再建のために国司就正の後継として当職となった。同時に当役には椙杜就幸（椙杜元縁の子）が任じられた。就政は藩士の生活環境の向上に努め、万治3年（1660年）には当役榎本就時とともに財政再建のために減知されていた藩士の所領を戻し、その上で収入の25%を上納させて負担の軽減を図った。また諸士法度三十三ヶ条を始め、寺社、町方、郡中の法230条を含む万治制法を制定。非常用金の備蓄も行い、長州藩の財政再建に尽くした。
延宝2年10月17日（1674年11月14日）死去。享年61。右田毛利家当主・毛利元法の三男である就門が養嗣子となって家督を相続した。